# الوادي 2 (عين قنصرة)
الوادي 2 هي إحدى مشيخات المملكة المغربية، تتبع جغرافيا لإقليم مولاي يعقوب وإداريًا لعين قنصرة. يقدر عدد سكانها بـ 2777 نسمة حسب الإحصاء الرسمي للسكان والسكنى لسنة 2004.